# دراسات أرمنية
الدراسات الأرمنية (بالإنجليزية: Armenian studies)‏ و(بالأرمنية: հայագիտություն)‏ هو مجال من العلوم الإنسانية يغطي تاريخ أرمينيا ولغتها وثقافتها. ارتبط ظهور الدراسات الأرمنية الحديثة بتأسيس النظام المسيحي الكاثوليكي في أوائل القرن الثامن عشر. حتى أوائل القرن العشرين، أجريت الدراسات الأرمينية إلى حد كبير من قبل علماء فرديين في المجتمعات الأرمينية في الإمبراطورية الروسية (موسكو، سانت بطرسبرغ، نيو ناخيتشيفان، تبليسي)، أوروبا (البندقية، فيينا، باريس، لندن، برلين، لايبزيغ)، القسطنطينية وفاغارشابات في أرمينيا. بعد تأسيس الحكم السوفيتي، تم إضفاء الطابع المؤسسي على الدراسات والعلوم الأرمنية في أرمينيا ووضعت تحت السيطرة المباشرة لأكاديمية العلوم. اليوم، تتخصص العديد من مراكز الأبحاث في أجزاء كثيرة من العالم في الدراسات الأرمينية.

## العلماء البارزون الذين عملوا في مجال الدراسات الأرمينية

### العلماء الأوائل
- ماتورين فيسيير لا كروز (1661-1739)، مؤرخ ومستشرق
- لورد بايرون (1788-1824)، شاعر إنجليزي
- ماري فيليسي بروسيه (1802-1880)، مستشرق فرنسي
- يوهان هاينريش هوبشمان (1848-1908)، عالم فقه اللغة الألماني
- فيكتور لانجلوا (1829-1869)، مؤرخ فرنسي
- آرثر ليست (1852-1927)، كاتب وصحفي ومترجم ألماني
- مخيتار سيباستاتسي (1676-1749)، مؤسس ميشيتاريست مجمع
- ميكاييل شامشيان (1738–1823)، راهب ومؤرخ ميشيتاري
- جيفونت أليشان (1820–1901)، مؤرخ مشيتاري

### علماء حديثون
- مانوك أبيغيان (1865–1944)
- نيكولاس أدونتز (1871–1942)
- جريجور غابانتسيان (1887–1957)
- أرمين هاخنازاريان (1941–2009)

## برامج الدراسات الأرمنية

### في جميع أنحاء العالم وعبر الإنترنت
- الكلية الافتراضية الأرمنية - AGBU
- المركز القومي لبحوث الأرمن - ARNC

### النمسا
- جامعة سالزبورغ - الدراسات الأرمنية [2]

### البرازيل
- جامعة ساو باولو / كلية اللغة الأرمنية وآدابها

### بلجيكا
- الجامعة الكاثوليكية في لوفان / معهد الاستشراق

### بلغاريا
- جامعة صوفيا / الدراسات الأرمنية والقوقازية

### قبرص
- جامعة قبرص

### فرنسا
- المعهد الوطني للغات والحضارات الشرقية

### إيران
- جامعة أصفهان / قسم الدراسات الأرمنية
- جامعة آزاد الإسلامية، فرع وسط طهران / قسم اللغة الأرمنية

### إسرائيل
- الجامعة العبرية في القدس - برنامج الدراسات الأرمنية

### ألمانيا
- جامعة مارتن لوثر بهالي فيتنبرغ - المعهد الشرقي / قسم الدراسات الشرقية المسيحية والبيزنطية،
- جامعة ينا - الدراسات القوقازية [3]
- جامعة الرور في بوخوم - مؤسسة الدراسات الأرمنية [4]
- معهد لايبنيز لتاريخ وثقافة أوروبا الشرقية (GWZO) - سلسلة المنشورات الأرمن في أوروبا الشرقية" [5]

### هنغاريا
- جامعة بازماني بيتر الكاثوليكية - قسم الدراسات الأرمنية

### لبنان
- جامعة هايكازيان / كلية العلوم الإنسانية

### هولندا
- جامعة لايدن - قسم دراسات الشرق الأدنى / برنامج الدراسات الأرمنية

### رومانيا
- جامعة بابيش-بولياي - معهد علم الأرمن

### سويسرا
- جامعة جنيف - قسم آداب البحر الأبيض المتوسط والسلافية والشرقية (MESLO)، برنامج الدراسات الأرمنية [6]

### المملكة المتحدة
- جامعة أكسفورد / كلية الدراسات الشرقية
- برنامج الدراسات الأرمنية هيئة مستقلة مقرها لندن

### الولايات المتحدة الأمريكية
- جامعة ولاية أريزونا / اتحاد الدراسات الروسية والشرقية الأوروبية
- جامعة بوسطن
- جامعة ولاية كاليفورنيا فريسنو / برنامج الدراسات الأرمنية
- جامعة ولاية كاليفورنيا نورثريدج / قسم الآداب واللغات الحديثة والكلاسيكية
- جامعة كلارك / مركز دراسات الهولوكوست والإبادة الجماعية
- جامعة كولومبيا / قسم لغات وثقافات الشرق الأوسط وآسيا
- كلية مجتمع جلينديل / الدراسات الأرمنية
- جامعة هارفارد / قسم لغات وحضارات الشرق الأدنى
- كلية إيونا / التاريخ والعلوم السياسية
- جامعة روتجرز [7]
- جامعة تافتس / تاريخ الفن والعمارة الأرمنية
- جامعة كاليفورنيا في بيركلي / معهد الدراسات السلافية وأوروبا الشرقية والأوراسية
- جامعة كاليفورنيا في لوس أنجلوس / قسم لغات وحضارات الشرق الأدنى / برنامج الدراسات الأرمنية
- جامعة شيكاغو / قسم لغات وحضارات الشرق الأدنى
- جامعة ميشيغان في آن أربور / برنامج الدراسات الأرمنية
- جامعة ميشيغان - ديربورن / مركز الأبحاث الأرمنية
- جامعة جنوب كاليفورنيا / معهد الدراسات الأرمنية
- جامعة ويسكونسن - ميلووكي
- جامعة ويسليان
- كلية ولاية ووستر

## المراكز البحثية والجمعيات
| اسم                                           | موقع                                        | تاريخ  |
| --------------------------------------------- | ------------------------------------------- | ------ |
| متحف - معهد الإبادة الجماعية للأرمن           | يريفان، أرمينيا                             | 1995—  |
| المركز القومي لبحوث الأرمن                    | يريفان، أرمينيا                             | 2008—  |
| المجموعة الأرمنية الدولية لبحوث السياسة       | واشنطن العاصمة ويريفان                      | 2006—  |
| المكتبة الأرمنية ومتحف أمريكا                 | ووترتاون، ماساتشوستس                        | 1985—  |
| المعهد القومي الأرمني                         | واشنطن العاصمة                              | 1998-  |
| قسم الدراسات الأرمنية                         | جامعة هايكازيان (بيروت، لبنان)              |        |
| قسم علم الأرمن والعلوم الاجتماعية             | الأكاديمية الوطنية الأرمنية للعلوم (يريفان) |        |
| معهد جوميداس                                  | لندن وبرينستون، نيوجيرسي                    | 1992-  |
| الرابطة الدولية للدراسات الأرمنية             |                                             | 1983 - |
| جمعية الدراسات الأرمنية                       | جامعة ولاية كاليفورنيا، فريسنو              | 1974—  |
| الرابطة الوطنية للدراسات والبحوث الأرمنية     | بلمونت، ماساتشوستس                          | 1955 - |
| المكتبة النوبارية                             | الاتحاد العام الأرمني الخيري (باريس)        | 1928 - |
| مجموعة عمل متعددة التخصصات للدراسات الأرمينية | جامعة هاله، هاله، ألمانيا                   | 1998-  |
| معهد زوريان                                   | كامبريدج وماساتشوستس وتورنتو                | 1982 - |

## الدوريات
| عنوان                         | تاريخ        | الناشر                                    | موقع                |
| ----------------------------- | ------------ | ----------------------------------------- | ------------------- |
| أزجاجراكان هاندز              | 1895-1916    | يرفاند لالايان                            | تفليس شوشا          |
| Banber Yerevani Hamalsarani   | 1967-        | جامعة ولاية يريفان                        | يريفان، أرمينيا     |
| بازماويب                      | 1843 -       | المصلين المخيتاريين                       | البندقية، إيطاليا   |
| إتشميادزين (يُعرف باسم أرارات) | 1868 / 1944- | والدة الكرسي اتشميادزين المقدسة           | فاغارشابات، أرمينيا |
| مراجعة هايكازيان الأرمنية     | 1970         | جامعة هايكازيان                           | بيروت، لبنان        |
| يسلم امسوريا                  | 1887 -       | المصلين المخيتاريين                       | فيينا، النمسا       |
| مراجعة هاسك الأرمنية          | -            | الكرسي الرسولي لقليقيا                    | انطلياس، لبنان      |
| مجلة الدراسات الأرمنية        | 1975 -       | الرابطة الوطنية للدراسات والبحوث الأرمنية | بلمونت، ماساتشوستس  |
| مجلة جمعية الدراسات الأرمنية  | 1984         | جامعة ولاية كاليفورنيا، فريسنو            | فريسنو، كاليفورنيا  |
| لرابر                         | 1940 -       | الأكاديمية الوطنية الأرمنية للعلوم        | يريفان، أرمينيا     |
| باتما بناسيراكان              | 1958 -       | الأكاديمية الوطنية الأرمنية للعلوم        | يريفان، أرمينيا     |
|                               | 1920         | جامعة باريس                               | باريس، فرنسا        |

## روابط خارجية
- المكتبة العلمية الأساسية في NAS
- مكتبة رقمية عن الأدب واللغة والتاريخ الأرمني
- الرابطة الوطنية للدراسات والبحوث الأرمنية
- UCLA: الدراسات الأرمنية
- برنامج الدراسات الأرمنية، جامعة ولاية كاليفورنيا، فريسنو
- الدراسات الأرمنية: جامعة هارفارد
- الدراسات الأرمنية: الجامعة العبرية
- الدراسات الأرمنية: جامعة ميشيغان
- الدراسات الأرمنية: جامعة ساو باولو
- المركز القومي لبحوث الأرمن
- https://web.archive.org/web/20070629100518/http://aiea.fltr.ucl.ac.be/centres/pays.htm
- http://www.commercemarketplace.com/home/naasr/Academic_Links.html